# Wild Mountain Thyme
Wild Mountain Thyme é um filme de drama estadunidense de 2020 escrito e dirigido por John Patrick Shanley, baseado em sua peça Outside Mullingar. É estrelado por Emily Blunt, Jamie Dornan, Jon Hamm, Dearbhla Molloy e Christopher Walken. Foi lançado em 11 de dezembro de 2020 pela Bleecker Street. No Brasil, foi lançado em 2021 pela Paris Filmes nas salas de cinema virtual do Cining.

## Elenco
- Emily Blunt como Rosemary Muldoon
  - Abigail Coburn como Rosemary Muldoon (jovem)
- Jamie Dornan como Anthony Reilly
  - Darragh O'Kane como Anthony Reilly (jovem)
- Jon Hamm como Adam Kelly
- Christopher Walken como Tony Reilly
- Dearbhla Molloy como Aoife Muldoon
- Danielle Ryan como Maeve

## Recepção
No Rotten Tomatoes o filme tem 28% de aprovação com base em 97 críticas, com uma avaliação média de 5/10. O consenso dos críticos do site diz: "Fatalmente minado por sotaques duvidosos e uma história questionável, Wild Mountain Thyme é um fracasso desconcertante para um cineasta talentoso e elenco impressionante". No Metacritic, o filme tem uma pontuação média ponderada de 45 de 100 com base nas análises de 24 críticas, indicando "críticas mistas ou médias".